# ساندرو ویلتا
ساندرو ویلتا (انگلیسی: Sandro Viletta؛ زادهٔ ۲۳ ژانویهٔ ۱۹۸۶) اسکی‌باز آلپاین اهل سوئیس است. او در المپیک ۲۰۱۴ سوچی برنده مدال طلا شد ولی در سال ۲۰۱۶ پس از مصدومیت از ناحیه زانو رقابت خود را متوقف کرد و نتوانست از عنوان قهرمانی خود در المپیک دفاع کند و در سال ۲۰۱۸ بازنشسته شد.